# Jipitecas
Los jipitecas (también llamados xipitecas) fueron los hippies mexicanos surgidos a finales de la década de 1960. El vocablo fue acuñado por el intelectual Enrique Marroquín en los años 1960. Otros términos para referirse a los jipitecas eran “onderos” y “macizos”, ya que fueron parte del movimiento contracultural llamado “La Onda”.